# Aura Noir
Aura Noir es una banda de thrash metal fundada en 1993 por Aggressor (Carl-Michael Eide), al que más tarde se unió Apollyon (Ole Jørgen Moe) en Oslo, Noruega. Aura Noir está fuertemente influenciada por las bandas pioneras del black metal y el thrash metal, como Slayer, Venom, Sodom y Kreator, a los que más tarde dedicarían algunas de sus canciones. Los principales temas que tratan las letras de la banda son las blasfemia, la muerte y la agresividad.
Desde su debut en 1995, la banda ha publicado cuatro álbumes de estudio, un EP y dos recopilatorios y ha participado en festivales como el Hole in the Sky, el Hellfest o el Inferno.

## Historia

### Formación y primeros años (1993-2000)
Aura Noir se formó en 1993, cuando Carl-Michael Eide conoció a Ole Jørgen Moe. Eide había sido uno de los fundadores de Satyricon y había abandonado la banda tras la publicación de su primera demo, All Evil; por su parte, Jørgen Moe era el guitarrista de la banda de doom metal Lamented Souls. La primera demo de Aura Noir fue grabada únicamente por Eide, que pasó a llamarse Aggressor, y fue publicada en 1993.
Tras la llegada de Ole Jørgen Moe, que se hacía llamar Apollyon, los dos músicos compartieon los distintos roles de la banda: vocalista, batería, bajista y guitarrista. En 1994, la banda publica su segunda demo, Two Voices, One King antes de publicar el EP Dreams Like Deserts en 1995. En este lanzamiento, Apollyon cantaba en las canciones pares y se encargaba de las guitarras y Aggressor cantaba las canciones impares, esrcibía las letras y se encargaba del bajo; las pistas de la batería fueron grabadas por ambos y en la canción «Forlorn Blessings To The Dreamking» los coros eran interpretados por Bestial Tormentor. Ese mismo año, Aggressor fundó la banda Infernö, que todavía sigue en activo y en la que toca la guitarra.
Al año siguiente se les unió un tercer miembro, Rune Eriksen, conocido como Blasphemer, y que en aquellos momentos era el guitarrista de Mayhem. Establecidos como trío, la banda publica bajo Malicious Records su primer álbum de estudio, Black Thrash Attack; en él Blasphemer grabó la guitarra principal, mientras que los otros dos volvieron a repartirse los otros puestos: al bajo, la segunda guitarra y la voz fueron grabados por Apollyon en las cacniones impares y por Aggressor en las pares; las pistas de batería también fueron repartidas equitativamente. El álbum fue relanzado en 1999 por Century Black.
En 1998 fueron contratados por Hammerheart Records que publicó su segundo álbum de estudio, llamado, Deep Tracts of Hell. En este álbum vuelven a estar únicamente Aggressor y Apollyon debido a que Blasphemer se encontraba en ese momento realizando una gira con Mayhem. En la canción «Released Damnation» la guitarra fue tocada por Sverre Dæhli de la banda Audiopain. Al año siguiente, Aggressor y Apollyon se unen a los recién reformados Cadaver.

### 2001-actualidad

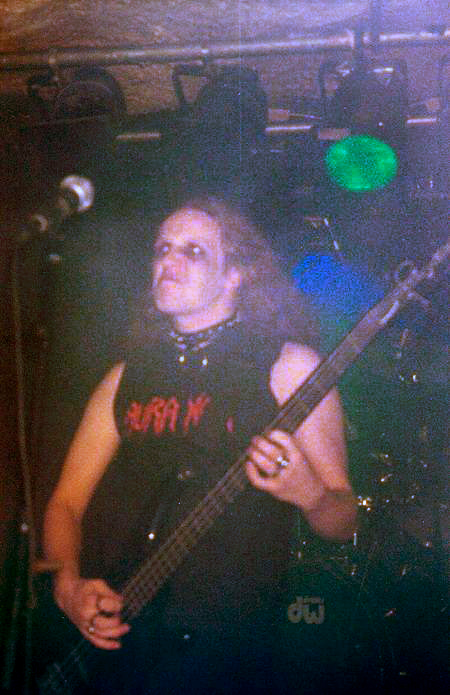
Apollyon en el Hole in the Sky 2001.

En febrero de 2001, la banda publica su primer álbum recopilatorio, Increased Damnation, que contiene algunas canciones inéditas, pistas en vivo y rarezas como «Tower Of Limbs And Fevers», la primera canción grabada por Aura Noir. En el álbum colaboraron Fenriz (batería de Darkthrone) como vocalista en las dos primeras canciones y Kai Halversen en la última canción. En agosto participan en la segunda edición del Hole in the Sky festival compartiendo cartel con bandas como Destruction o Paul Di' Anno.
En mayo de 2004 se publica el álbum Überthrash, un split entre cuatro bandas noruegas de thrash metal: Audiopain, Infernö, Nocturnal Breed y Aura Noir, que contribuye con la canción «Sordid». En agosto vuelven a participar en el Hole in the Sky y Apollyon toca el bajo en el tributo a Quorthon (líder de Bathory). En septiembre, Cadaver anuncia su separación y en octubre Aura Noir publica su tercer álbum de estudio, The Merciless, el primero publicado por Tyrant Syndicate Productions, una sucursal de la discográfica Peaceville Records, propiedad de Nocturno Culto y Fenriz de Darkthrone, por la que habían sido contratados anteriormente. En el álbum colaboran el propio Fenriz y Nattefrost, vocalista de Carpathian Forest.
En marzo de 2005, Aggressor cayó del cuarto piso de un edificio y se rompió las piernas.
La banda se separó después del accidente. En mayo de 2006, Aggressor apareció en un programa de radio llamado Tinitus, en el que confirmó que estaba confinado a una silla de ruedas y que tenía el cuerpo paralizado de los tobillos para abajo. Antes del accidente Karmageddon Media había publicado un nuevo recopilatorio, Deep Dreams of Hell, que contiene cuatro canciones inéditas. En abril se publicó la segunda parte del split Überthrash II en el que Aura Noir contribuyó con la canción «Sulphur Void».
En 2007, Apollyon se unió como bajista de sesión de los reunidos Immortal para la gira 7 Dates of Blashyrkh Tour. Terminada la gira, Apollyon fue nombrado como bajista oficial del grupo y en 2009 grabó el nuevo álbum de la banda, All Shall Fall.
A pesar del contratiempo del accidente, la banda continuó grabando nuevo material para su nuevo álbum de estudio, Hades Rise, que fue publicado el 25 de agosto de 2008. Blasphemer abandonó Mayhem y en la actualidad reside en Portugal.
En 2009 participaron en festivales como el Hellfest, Hole in the Sky, Deathfest...

## Miembros
- Aggressor (Carl-Michael Eide) - guitarra, bajo, batería, voces
- Apollyon (Ole Jørgen Moe) - guitarra, bajo, batería, voces
- Blasphemer (Rune Eriksen) - guitarra

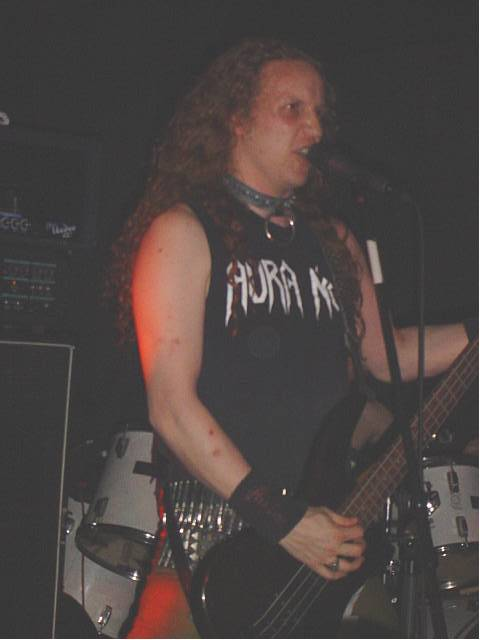
Apollyon
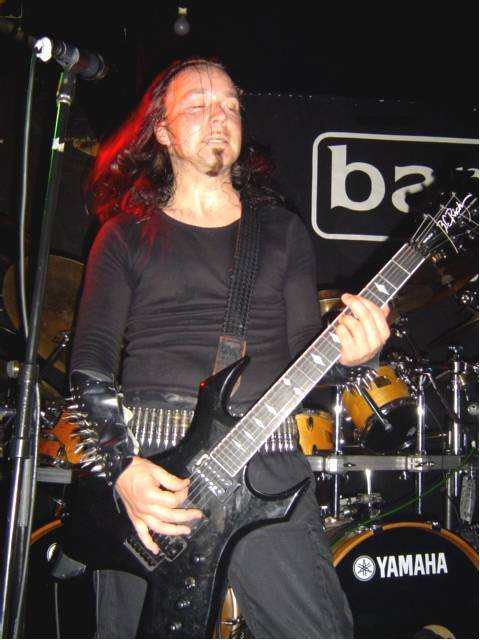
Blasphemer
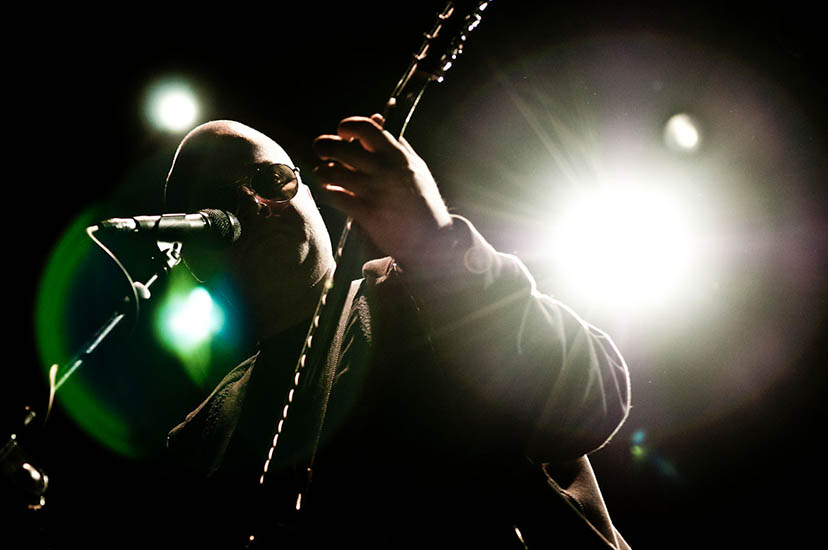
Aggressor

## Discografía
| Álbumes de estudio - 1996: Black Thrash Attack - 1998: Deep Tracts of Hell - 2004: The Merciless - 2008: Hades Rise - 2012: Out to Die - 2018: Aura Noire Álbumes recopilatorios - 2000: Increased Damnation - 2004: Überthrash - 2005: Deep Dreams of Hell - 2005: Überthrash II | EP - 1995: Dreams Like Deserts Demos - 1993: Untitled - 1994: Two Voices, One King |